# دبابة لهب

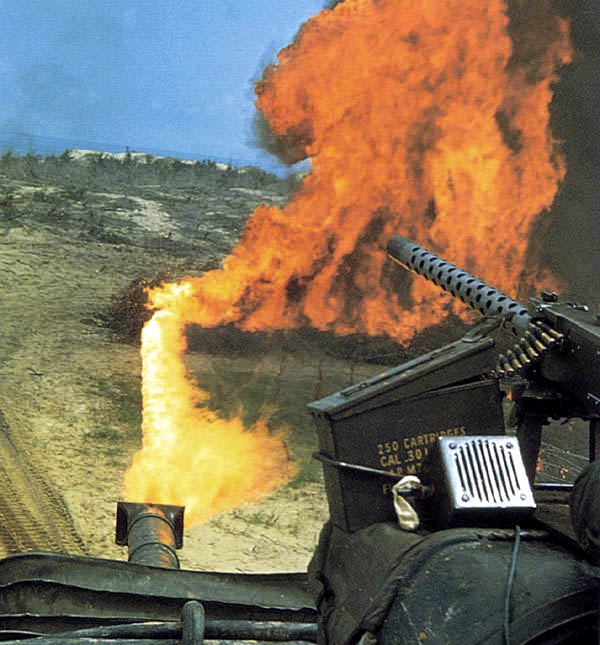
صورة لدبابة لهب في فيتنام تعود لعام 1968.

دبابة اللهب (بالإنجليزية: Flame tank)‏ هي دبابة مزودة بقاذفة لهب، تُستعمل غالبًا في دعم هجمات الأسلحة المشتركة على الحصون أو الأماكن الضيقة أو غيرها من العوائق. لم تُستعمل استعمالًا واسعًا إلا في الحرب العالمية الثانية، حين أخذت الولايات المتحدة والاتحاد السوفييتي وألمانيا وإيطاليا واليابان والمملكة المتحدة (ودول من رابطة الشعوب البريطانية) تنتج معًا دبابات مزودة بقواذف لهب.
أُنتج منها عدة أنواع. كانت قواذف اللهب المستعملة إما نُسخًا معدلة من أسلحة مشاة لَهبيّة كانت موجودة بالفعل (فلامبنسر 1 و2)، وإما مصممة خِصِّيصًا (فلامبنسر 3). وكانت تُركّب خارجيًا (فلامبنسر 2)، بدل الرشاشات، أو بدل سلاح الدبابة الرئيس (فلامبنسر 3). وكان وقود السلاح اللهبي يُعبأ إما داخل الدبابة، أو في خزان خارجي مدرّع، أو حتى في مقطورة خاصة خلف الدبابة (تشرشل كروكودايل).

## الكفاءة القتالية

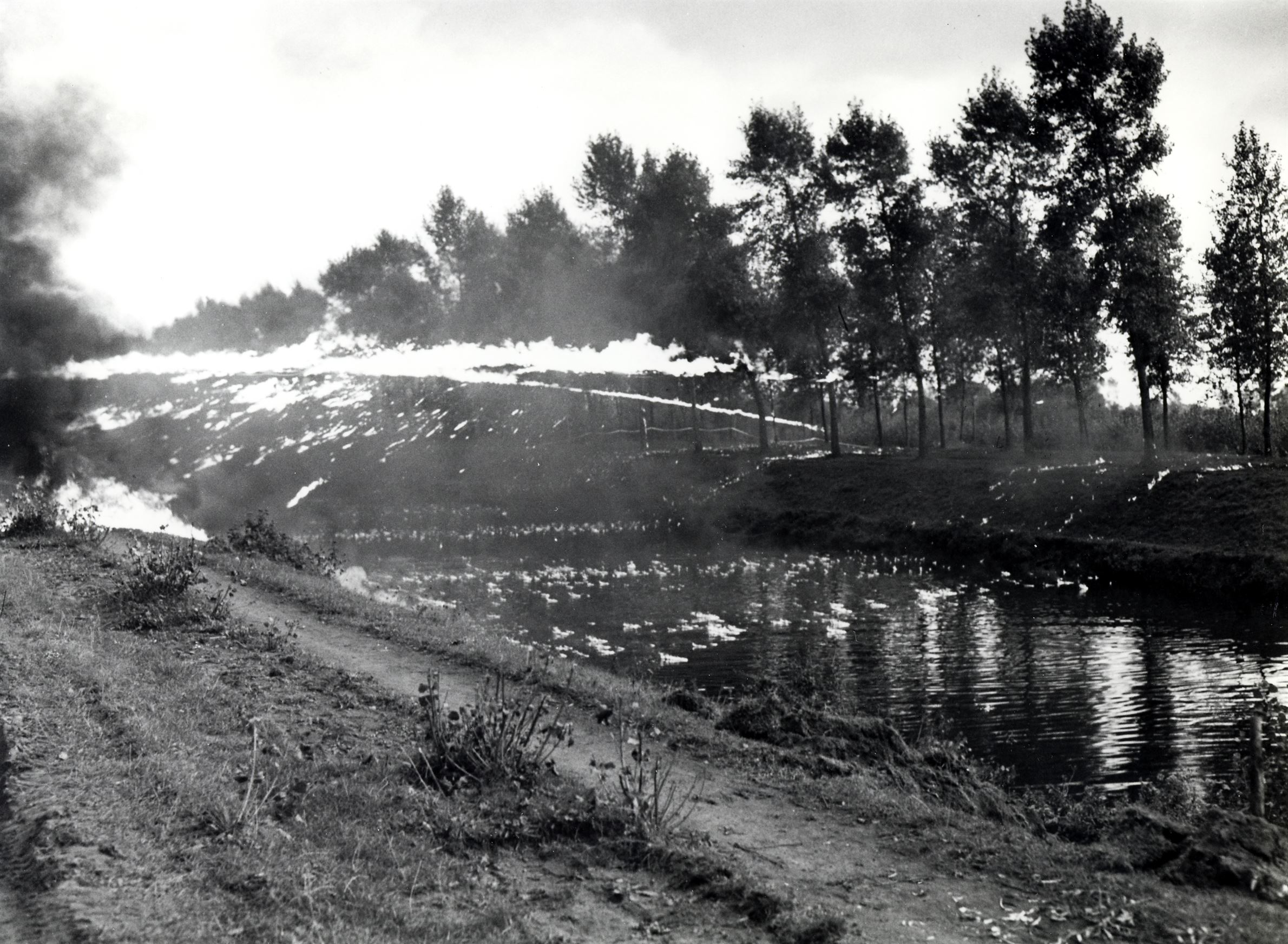
صورة تعود لأكتوبر عام 1944 لدبابات كندية قاذفة للهب

تحمل هذه الدبابات وقود لهب أكثر بكثير مما تحمله القواذف المحمولة يدويًا، وتستطيع إطلاق دفقات أطول. وهي قادرة على الوصول إلى مواقع العدو البعيدة من بعد آمن نسبيًا، فكانت قيّمة لا يعادلها شيء في القضاء على التحصينات عالية التسلُّح. كانت الأسلحة الدبّابية العادية مثلًا فاشلة في اختراق التحصينات والملاجئ التي أنشأها المدافعون اليابانيون في جزيرة تاراوا وآيوو جيما، فاستُعملت دبابات اللهب بدلًا منها، وأمّنها المشاة التأمين اللازم أثناء انتشارها. تعلَّم مشاة البحرية في آيوو جيما أن الأسلحة النارية التقليدية عاجزة نسبيًا أمام المدافعين اليابانيين، فلجؤوا إلى قواذف اللهب والقنابل لاستنزاح القوات اليابانية عن الأنفاق. من الابتكارات التقنية الحربية دبابات «شيرمان إم4إيه3آر3» المتوسطات الثمانية المزودة بقواذف لهب (دبابات «رونسون» أو «زِبُّو»)، وقد ثبتت كفاءتها العالية في تصفية المواقع اليابانية. كان يَصعب جداً تعطيل دبابات شيرمان، إلى حد أن المدافعين اضطروا أحيانًا إلى مهاجمتها شخصيًا في العراء، مجازفين في مواجهة البنادق والرشاشات.
عادة ما كان أبعد مدى لقواذف اللهب أقل من 150 مترًا، ومن أجل محدوديتها هذه كانت بلا جدوى في ساحات المعارك المفتوحة. لكنها مع ذلك كانت سلاحًا نفسيًا فعالًا ضد القوات المحصنة، ففي حالات كثيرة كانت القوات تستسلم أو تفرّ بمجرد رؤية لهب الدبابة، مخافة الاحتراق أحياء.
لكن لم تخلُ تجربة استعمالها في الحرب من السلبيات. فالنُّسخ اللهَبية الألمانية من «بانزر 2» و«بانزر 3» أُلغيت لأدائها غير المُرضي، وحُوّلت إلى مدافع هجومية أو قوانص دبابات. وأما «بانزر 4» فلم تُصنع منها نسخة لهبية قط، مع أنها عُدلت لاستعمالات أخرى كثيرة. يرجع تضارب النتائج هذا -جزئيًا- إلى تطوير أسلحة مشاة مضادة للدبابات. في بداية الحرب العالمية الثانية كان مع أغلب وحدات المشاة أسلحة تَصلح إلى حد ما ضد الأهداف المدرعة القائمة على بعد 30-50 مترًا، مثل البنادق المضادة للدبابات. وفي أواخر الحرب استُحدثت أسلحة مضادة أقوى، كالبازوكا والبانزرشريك وسلاح المشاة المسلاطي المضاد للدبابات (بّي آي إيه تي)، فكانت مُهلكة للدبابات، إذ كانت -فوق قوتها- أبعد مدى من قواذف الدبابات.
دَعمت دبابات تشرشل كروكودايل البريطانية قوات الجيش الأمريكي في صيف 1944، أثناء التقاتل على وشائع نورماندي المدعوة «بلدة بوكاج»، واستُعمل منها سرب في معركة بريست، فساعدت على هزم قوات المظلات الألمانية أثناء حصار حصن مونتباري في 16 سبتمبر 1944. في الشهر نفسه، تسلّم الجيش الأمريكي دبابات «إم 4 شيرمان» مزوّدة بقواذف لهب أمريكية أصغر، فجهّز بها «كتيبة الدبابات السبعين»، فاستعملتها في 18 سبتمبر 1944، وحينئذ وُجد أن مدى دفقاتها قصير جدًا مقارنة بدبابات كروكودايل، فلم يذع لها بين الجنود الأمريكيين ذِكر.
وأما الجيشان الكندي والهولندي، فصارا من أنشط مستعمِلي دبابات «واسب» (نُسخ معدلة من «النواقل العالمية»، مزودة بقواذف لهب) التي تبيّنت كفاءتها القتالية وفعاليتها في استنزاح الجنود الألمانيين من دفاعاتهم في أوروبا. صحيح أنها لم تكن خارقة، لكنها قذفت الرعب في قلوب أولئك الجنود، حتى باتت تُرهبهم أكثر من أي سلاح آخر. استعملتها القوات الكندية في معركة شِلت.
كانت قواذف اللهب المحمولة يدويًا عرضة للرصاص والشظايا، فكانت من ثَم خطرة جدًا على حامليها، وأما دبابات اللهب فكان يصعب جدًا تفجيرها أو إحراقها، ما لم تُقذف بطلقات خارقة للدروع تصيب الذخيرة أو وقود المحرك داخل هيكل الدبابة. وأما الدبابات التي كانت خزانات لهبها في مقطورة خلفها، كدبابة تشرشل كروكودايل، فلم تكن أكثر عرضة للخطر من الدبابات العادية. صحيح أن المقطورة نفسها كانت هدفًا سهلًا، لكن كانت الدبابة نفسها وطاقمها في مأمن. وفي هذه الدبابة، كان يمكن التخلص من الخزان ووصْلته المدرعَين من الداخل عند الحاجة.
وأما جنود دبابات اللهب، فلم يكونوا بالضرورة أكثر عرضة للخطر من جنود الدبابات العادية الأصلية (يعني أن خطورة الأسلحة المضادة للدبابات على دبابة تشرشل كروكودايل كانت كخطورتها على دبابة تشرشل الأصلية)، لكن جنود دبابات اللهب كانوا يعامَلون معاملة مختلفة عند أسرهم. فمن أجل لاإنسانية السلاح نفسه في عيون الناس، كان طاقمه يعامل عند الأسر بطريقة أقل إنسانية من معاملة أطقم الدبابات العادية، وتوجد حالات عديدة أُعدم فيها جنود تلك الدبابات عند الأسر. لذلك كانت بريطانيا تمنح جنود تلك الدبابات 6 بنسات إضافية يوميًا، نتيجة خطر الإعدام التعسّفي. أحدق بتلك الدبابات خطر آخر كان محدقًا أيضًا بالجنود الحاملين قواذف لهب: كانوا في المعارك هدفًا لكل الأعداء الموجودين في نطاقهم، مخافة السلاح.

## وصلات خارجية
- إنتاج الدبابات القاذفة للهب (بالإنجليزية)